# Arthur Foljambe, 2:e earl av Liverpool

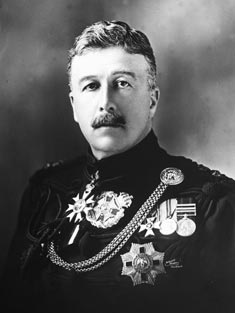
Arthur Foljambe, 2:e earl av Liverpool.

Arthur William de Brito Savile Foljambe, 2:e earl av Liverpool, född den 27 maj 1870, på Compton Place, Eastbourne, död den 15 maj 1941), känd som viscount Hawkesbury 1905-07, var en brittisk liberal politiker och den förste generalguvernören på Nya Zeeland. Liverpool var äldste son till Cecil Foljambe, 1:e earl av Liverpool och född i dennes första äktenskap. På sin mors sida härstammade han från Richard Boyle, 3:e earl av Burlington, arkitekten. 
Liverpool utbildades på Eton och Sandhurst innan han gick in i armen, som han lämnade som kapten 1906. Han efterträdde sin far som earl 1907 och tog säte i överhuset. I juli 1909 utnämndes han till Comptroller of the Household i den liberala regeringen under H.H. Asquith, en post han innehade till 1912. Det året utsågs han till guvernör på Nya Zeeland. År 1917 blev ämbetet upphöjt till värdigheten av generalguvernör. Samma år inträdde Liverpool i Privy Council. Han lämnade posten på Nya Zeeland 1920.